# Feldkirchen (Moosburg an der Isar)
Feldkirchen ist ein Ortsteil der Stadt Moosburg an der Isar im nördlichen Landkreis Freising (Oberbayern). 

## Lage
Der Weiler liegt westlich der Amper ca. 3 Kilometer westlich von Moosburg an der Isar. 

## Geschichte
Bereits um das Jahr 750 geht man von der Errichtung einer Kirche in Feldkirchen wahrscheinlich vom Kloster Moosburg aus. Feldkirchen wird in den Traditionen des Hochstifts Freising im Jahr 1098 urkundlich erwähnt. Zu dieser Zeit gab es bereits einen Meierhof, über Jahrhunderte hindurch das einzige Anwesen vor Ort.
Die katholische Kirche Mariä Heimsuchung ist eine Filialkirche von St. Michael in Inkofen. Baulich ist sie eine dreischiffige Hallenkirche aus dem 14. Jahrhundert, um 1500 umgestaltet.
Im Zuge der Gemeindebildung nach dem Zweiten Gemeindeedikt wurde im Jahr 1818 die Gemeinde Niederambach gebildet, der auch Feldkirchen angehörte. Am 1. Januar 1976 wurde die Gemeinde Niederambach (mit Oberambach, Feldkirchen und Kirchamper) nach Moosburg eingegliedert.